# Artmanja vas
Artmanja vas este o localitate din comuna Trebnje, Slovenia, cu o populație de 26 de locuitori.